# Койгородский
Национальный парк «Койгородский» — национальный парк в Республике Коми.
Создан 7 декабря 2019 года с целью сохранения уникального биологического разнообразия. Национальный парк располагается на юге Республики Коми, на территориях Койгородского и Прилузского административных районов. Занимает площадь 56 700 га.
На территории парка насчитывается около 420 видов сосудистых растений. Среди которых присутствуют редкие и исчезающие виды, занесённые в Красные книги России и Республики Коми, такие как пальчатокоренник балтийский, липа мелколистная, пальчатокоренник Траунштейнера, цинна широколистная, мятлик расставленный и другие. Животный мир национального парка разнообразен. В состав фауны национального парка входит 51 вид млекопитающих, 118 видов птиц, 13 видов рыб и более 300 видов насекомых. Среди них более 20 видов краснокнижных животных, таких как обыкновенный осоед, сибирский углозуб, серый сорокопут, бородатая неясыть, обыкновенный подкаменщик, дупель и другие.